# Класична генетика
Класична генетика проучава механизме преношења наследних фактора са родитеља на потомке.